# Терагерцевое излучение
Тераге́рцевое излуче́ние (или терагерцо́вое излучение), ТГц-излучение, субмиллиметровое излучение, субмиллиметровые волны — электромагнитное излучение, спектр частот которого расположен между инфракрасным и микроволновым диапазонами. Включает в себя электромагнитные волны определяемого МСЭ диапазона частот 0,3—3 ТГц, хотя верхняя граница для терагерцевого излучения несколько условна и в некоторых источниках считается 30 ТГц. Определяемый МСЭ диапазон частот соответствует диапазону децимиллиметровых волн, 1—0,1 мм. Такое же определение диапазону волн даёт ГОСТ 24375-80 и относит эти волны к диапазону гипервысоких частот.
Терагерцевое излучение — не ионизирующее, легко проходит сквозь большинство диэлектриков, но сильно поглощается проводящими материалами и некоторыми диэлектриками. Например, дерево, пластик, керамика для него прозрачны, а металл и вода — нет.
Наука и техника субмиллиметровых волн начала активно развиваться с 1960—1970-х годов, когда стали доступны первые источники и приёмники такого излучения. С начала XXI века это бурно развивающееся направление, имеющее большие перспективы в различных отраслях.